# Трогксилофон
Трогксилофон e музикален перкусионен инструмент от групата на пластинковите инструменти. Състои се от пластини, свързани помежду си с лико, което е наплетено около всяка една от тях. Пластините са разположени дъгообразно върху голяма резонаторна кутия.